# Hermann Gruber
Hermann Gruber (ur. 5 lutego 1851 w Kufstein, zm. 8 maja 1930) – niemiecki jezuita i badacz wolnomularstwa, inicjator katolicko-wolnomularskich rozmów w Akwizgranie w 1928, według "Internationales Freimaurer Lexicon" Lennhoffa i Posnera "najbardziej autorytatywny przeciwnik wolnomularstwa w obozie katolickim". Do zakonu jezuitów wstąpił 2 października 1868 a święcenia kapłańskie przyjął 6 września 1878.